# Irshava (huyện)
Huyện Irshava (tiếng Ukraina: Іршавський район, chuyển tự: Irshavas’kyi raion) là một huyện của tỉnh Zakarpattia thuộc Ukraina. Huyện Irshava nằm ở vị trí trung tâm tỉnh, có diện tích 944 km², dân số theo điều tra dân số ngày 5 tháng 12 năm 2001 là 100881 người với mật độ 107 người/km2. Trung tâm huyện nằm ở Irshava.